# Lokomotivremise
 For alternative betydninger, se Remise.
En lokomotivremise er en bygning, hvor man klargør og vedligeholder lokomotiver samt anvendes til at henstille lokomotiverne, når de ikke er i drift. Remiser kan være alt fra små rektangulære bygninger med et enkelt eller flere spor til store rundremiser, hvor bygningen er formet som en del af cirkel og hvor sporene stråler ud fra centrum af en drejeskive.
Også ved rektangulære remisebygninger med en eller flere porte kunne drejeskiver anvendes til at give adgang til remisesporene. Ved større anlæg anvendes i stedet skydebroer foran eller inde i remisebygningerne. Skydebroer forskyder lokomotiverne sidelæns.
Den første remise til lokomotiver blev antagelig opført i Derby, England, i 1839 og var tæt på at blive revet ned, inden det gik op for myndighederne, hvilken bygning der var tale om, hvorpå den blev udpeget som bevaringsværdig. Den blev restaureret i 2010.
Flere af de gamle rundremiser er nu bevaret som eller i forbindelse med jernbanemuseer, blandt andet i Jernbanemuseet Gedser Remise og Danmarks Jernbanemuseum i Odense. Rundremiser, der stadig anvendes til vedligehold af lokomotiver, er Museumsbanens remise i Maribo og Danmarks Jernbanemuseums remiser i Roskilde, Randers og Lunderskov, samt den gamle privatbaneremise i Aalborg som huser Limfjordsbanen.